# Pirata timidus
Pirata timidus là một loài nhện trong họ Lycosidae.
Loài này thuộc chi Pirata. Pirata timidus được Hippolyte Lucas miêu tả năm 1846.